# Choppin' Wood
"Choppin' Wood" es una canción del músico norirlandés Van Morrison publicada en su álbum de estudio de 2002 Down the Road.
Fue grabada originariamente en octubre de 2000, cuando fue planeada para su inclusión en un álbum de Morrison con Linda Geil Lewis y su banda, The Red Hot Pokers. Los temas planeados para ese álbum, presumiblemente titulado Choppin' Wood, fueron regrabados y completados a finales de 2001 por Morrison con una nueva banda.
La canción es autobiográfica y supone un tributo musical al padre de Van, George Morrison, quien falleció a causa de una repentina para cardíaca en 1988. La canción sugiere que George Morrison volvió a Detroit, Míchigan, durante la infancia de su hijo, y que dejó una vida de desesperación tras fallar a la hora de encontrar un trabajo fijo. En la vida real, a su regreso trajo consigo una colección de discos de cantantes de blues, R&B y soul que serían de vital importancia durante el crecimiento y el desarrollo musical de Van. Pero según la letra de la canción, su padre se había desesperado y pasado varios años de su vida conduciendo su bicicleta para trabajar en los astilleros Harland and Wolff, para luego volver a casa y sentarse frente al televisor. En la canción, el cantante asegura con simpatía que su padre hizo lo mejor que pudo.
Van Morrison ha interpretado frecuentemente la canción en directo, siendo grabada para un especial televisivo de la PBS la noche previa a su participación en el Austin City Limits Festival en 2006.

## Personal
- Van Morrison: guitarra acústica, armónica y voz
- John Allair: órgano Hammond
- Lee Goodall: saxofón alto y tenor
- Colin Griffin: batería
- Pete Hurley: bajo
- Martin Winning: clarinete
- Johnny Scott: coros
- Aine Whelan: coros
- Siobhan Pettit: coros
- Karen Hamill: coros
- Crawford Bell: coros
- Olwin Bell: coros